# Late Night with Seth Meyers

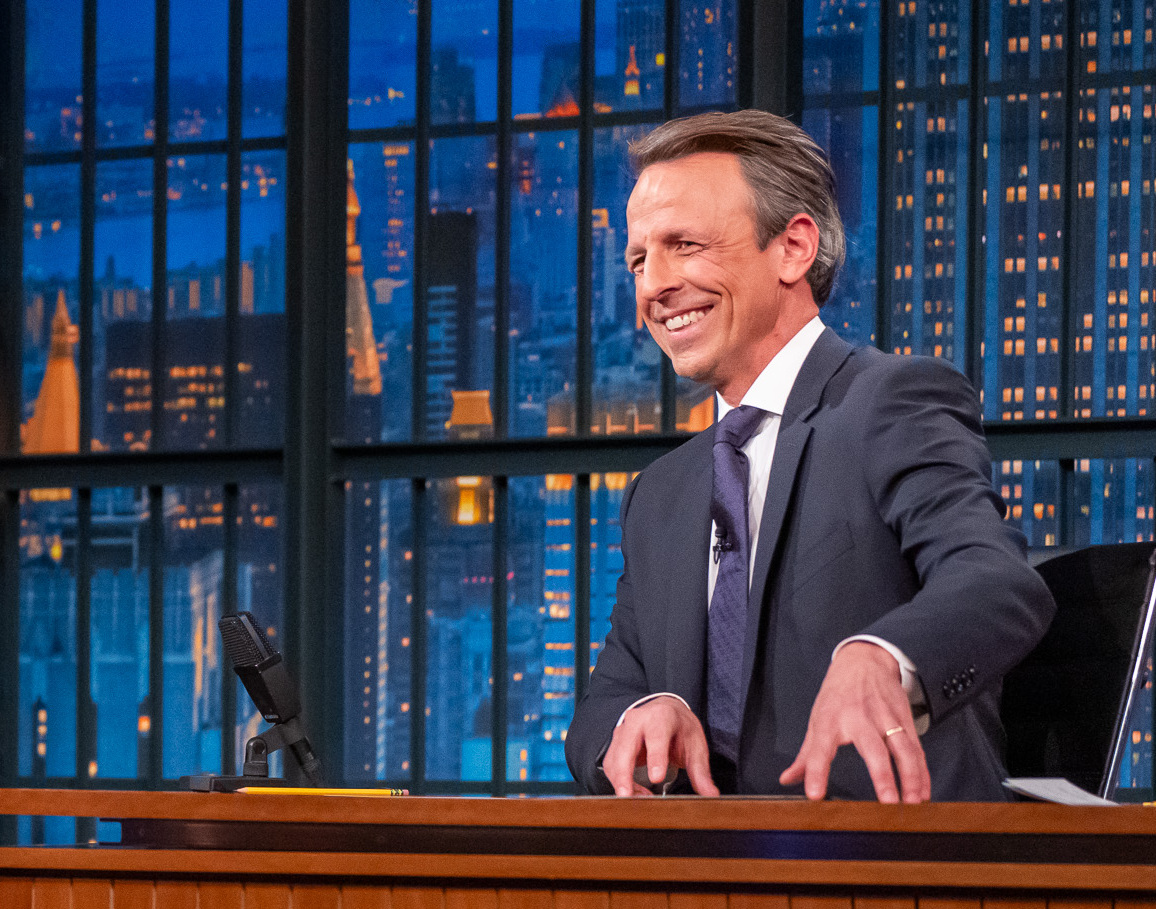
Programledaren Seth Meyers 2024.

Late Night with Seth Meyers är en amerikansk talkshow på NBC ledd av Seth Meyers. Programmet hade premiär den 24 februari 2014 och sänds på vardagskvällar klockan 00:37. Det är den fjärde upplagan av Late Night-programmen och Meyers efterträdde Jimmy Fallon som dess programledare.
Fram till augusti 2024 var Fred Armisen bandledare för husbandet 8G Band. Late Night produceras av den tidigare Saturday Night Live-producenten Mike Shoemaker och har Lorne Michaels som exekutiv producent. Programmet spelas in i Studio 8G i 30 Rockefeller Plaza i New York. 